# ドニプロ戦線 (2022年–現在)
ドニプロ戦線は、ロシアのウクライナ侵攻の南部戦域における戦闘の一環としてウクライナのヘルソン州ドニエプル川（ドニプロ）沿岸で起きている一連の衝突である。具体的には、この攻勢は、ヘルソン解放に向けたウクライナの反転攻勢中およびその後における、ウクライナ軍とロシア軍の間の沿岸での衝突を指す。

## 背景

### 初期のロシアの南部攻勢
ロシアの侵攻初期のウクライナ南部攻勢で、オストリフ・ヴェリキー・ポチョムキン（ポチョムキン島）はロシアに占領された。
キンバーン砂州は戦争初期にはロシア軍に占領されなかったものの、4ヶ月後の2022年6月10日、ロシア軍は現地のウクライナ軍の抵抗に打ち勝ち、砂州を制圧した。ロシアの攻撃は、オチャキフにあるウクライナ海軍の資産に対する継続的な砲撃によって間接的に支援されており、ウクライナが現地で兵力を補充することを困難にしていた。砂州の制圧は2022年のウクライナ南部戦線におけるロシアにとって最後の重要な軍事的勝利の1つであった。ロシアは砂州制圧後に現地を要塞化し、ドニエプル川右岸のウクライナ支配地域に対するミサイル攻撃の発射拠点として利用した。

### 以前の小規模な襲撃と交戦
2022年4月、イギリスの情報機関は同国政府に対し、将来の反転攻勢に備えて攻撃部隊の適切な上陸地点を特定する「海岸偵察」をキンバーン砂州で行う試みにおいてウクライナ軍を支援するよう勧告した。そして2022年9月に硬式ゴムボートに乗ったウクライナの特殊部隊が砂州偵察を行ったとみられる（記録上初めて）。ウクライナの攻撃は続き、9月19日にはロシアの装備群への攻撃に成功し、9月26日には弾薬庫（未確認の一部報告では戦闘用ドローンの管制・訓練センターであったことを示唆）への攻撃を成功させた。10月には、ウクライナ海軍最後の大型艦「ユーリ・オレフィレンコ」が砂州またはその付近のロシア軍に向けてロケット弾を発射していると見られる動画がネット上で拡散した 。10月25日には別の弾薬庫が破壊された。
9月1日朝、ウクライナ軍はドニエプル川を渡ってエネルホダルにあるロシア支配下のザポリージャ原子力発電所方面への上陸を試みたが、ロシア軍に撃退された。その後の数日から数週間で、ウクライナ軍によるドニエプル川を渡る陸海共同作戦の試みが、特にザポリージャ州で激化した。
2022年10月19日夜、ウクライナは再び原子力発電所の奪還を試みたが失敗した。ウクライナ国防省情報総局とウクライナ軍の精鋭部隊がこの作戦に関与しており、後者にはクラーケン連隊、シャーマン大隊、ウクライナ領土防衛部隊外国人軍団のメンバーが含まれていた。

### 2022年のヘルソン反攻
2022年のヘルソンでの反転攻勢で、ウクライナ軍はヘルソン州とムィコラーイウ州のロシア軍を徐々に追い詰め、ドニプロ右岸の土地から完全に追い出した。ウクライナ当局は11月10日夜までにロシア兵の半数がドニプロ川を渡って撤退したと推定した。11月11日早朝、ロシア軍歩兵が浮橋を歩いて東岸に向かっているのが目撃された。ウクライナ軍の装甲部隊と縦隊がいくつかの町、村、郊外を通過しながらヘルソン本土に迫った。ロシア軍がドニエプル川を渡って撤退すると、ウクライナ軍はヘルソン州と周辺地域にさらに進軍した。
同日午後、ウクライナ軍はヘルソン市と右岸の残りの地域を完全に解放した（ヘルソンの解放）。これはキンバーン半島を除くムィコラーイウ州の全域がウクライナに奪還されたことを意味した。
また、ヘルソン反攻中にウクライナ軍はポチョムキン島の一部に上陸したが、直後に撃退された。

## 攻勢

### 初期のウクライナ上陸と空爆
ヘルソン攻勢の終結直後の2022年11月上旬にかけて、ウクライナの特殊作戦部隊が小型ボートによるキンバーン砂州への限定的な上陸を行ったと報じられた。11月14日、ロシア軍はウクライナの火器管制を混乱させ、さらなる上陸の試みを遅らせる目的で、オチャキフに向けて対空ミサイルを弾道軌道で発射したと伝えられている。
11月16日、ウクライナの南部作戦管区は、砂州からのロシアの砲撃と電子戦を妨害するために、ウクライナ軍が砂州周辺で50回以上の攻撃を行ったと報告した。この攻撃によりロシア軍兵士17名が死亡、軍装備品18点が損傷したと伝えられている。11月18日と19日、ウクライナの砂州への攻撃は続き、ロシア軍と装備品の集積所を標的にすることに成功した。12月22日、ヴォロディミル・サルドと別のロシアの情報筋は、ウクライナ軍が定期的に長距離砲でキンバーン砂州を砲撃しており、その結果現地のロシアの港湾施設が破壊されたが、度重なる砂州上陸の試みは依然としてロシア軍に撃退されていると主張した。伝えられるところでは、ウクライナの偵察活動は2023年初頭までキンバーン砂州で続いた

### ウクライナの侵入の過激化
2022年12月3日、ウクライナ軍は川の東岸にわずかに侵入した。カールソン航空情報部隊の兵士らが港のクレーン塔にウクライナ国旗を掲げ、周囲の領土を解放した。
ポチョムキン島は、双方の間で継続的な戦闘が行われている場所でもある。 2022年12月7日、ウクライナ国防省情報総局のウクライナ軍将校で、ヘルソン地域で活動する偵察部隊の指揮官を務めていたイホル・オリニクが島での戦闘で死亡した。2023年1月2日までに、ウクライナ軍は島にいくつかの陣地を築いたとみられる。戦争研究所（ISW）は2023年5月12日までにウクライナ軍が島南部で活動していると評価した
2023年1月23日から24日にかけて、ウクライナ軍は夜間襲撃中にノヴァ・カホフカ付近のドニプロ川左岸に上陸した。ISWは今回の襲撃は「ロシア軍がドニプロ川の東岸全体を完全に制圧していない可能性を示している」とした。2023年1月31日、ウクライナ軍は再び川の左岸に上陸し、一時的に陣地を確立したが、ロシアの砲撃により撤退を余儀なくされた。翌日の2月1日、ウクライナの偵察部隊がクルフリク湖付近にいることが報告された。
4月23日、ISWは、ウクライナ軍がドニエプル川東岸のオレシキーの北西地域で活動していると報告した。AP通信は、湿地帯のアントニフスキー島がウクライナの支配下にあるとの評価を継続した。
5月12日、ISWはウクライナ軍がトロカ島とデルタ河口のZburivsksyi Kut湾を制圧したと評価した。さらにISWは、ホラ・プリスタンとオレシキーで現地のロシア当局に対する重大なパルチザン活動があったと報告した。

### カホフカダムの破壊と2023年のウクライナの反撃

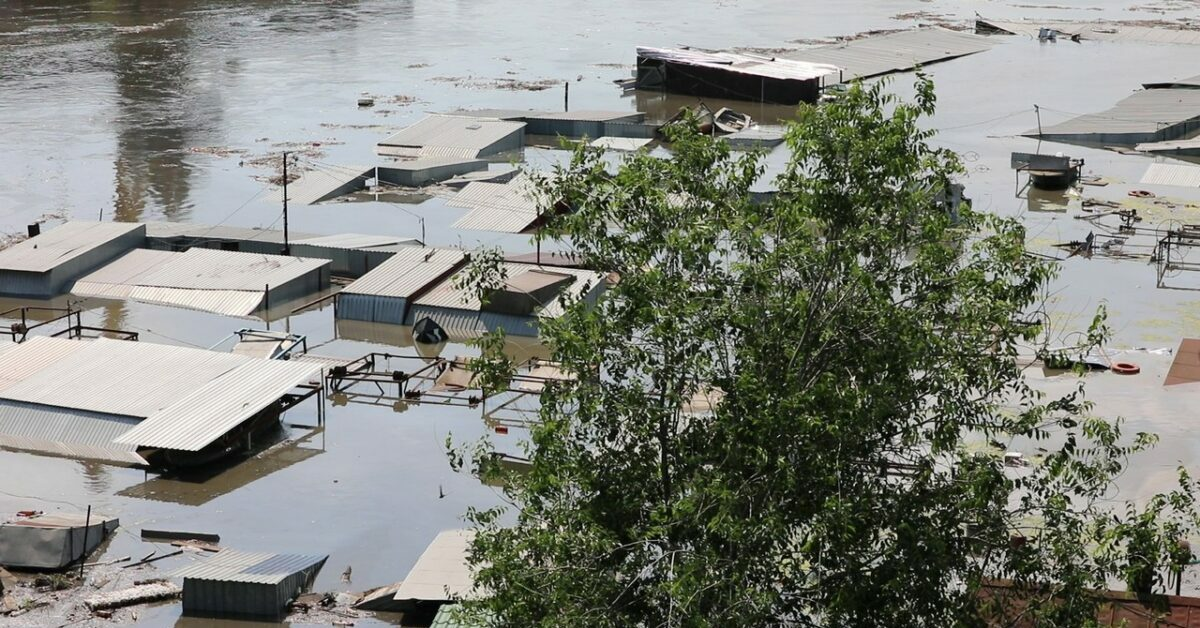
破壊されたカホフカダムの下流で洪水が発生

2023年6月6日、2022年3月以来ロシアの支配下にあったノヴァ・カホフカのカホフカダムが意図的に破壊され（カホフカダム破壊事件）、専門家らはロシア軍がダムを爆破した可能性が高いと評価した。ウクライナはロシアがウクライナの反転攻勢を妨害しようとしてダムを破壊したと非難した一方で、ロシアは責任を否定して相反する報告を提示し、ウクライナを非難した。
ポチョムキン島は部分的にドニエプル川の下に沈み、双方の軍隊が撤退を余儀なくされたことで現地の戦闘は一時的に終了した。
ダムの破壊により、ドニエプル川下流の水位は約5.31メートル上昇し、デルタの湿地帯の島々、ホラ・プリスタン全域、オレシキーの大部分が完全に水没した。 ロシアが支配する南岸は低地の沼地と氾濫原だが、ウクライナが支配する北岸は高地にあり、最悪の洪水を免れている。カホフカ貯水池の排水が続き、水位が16.8メートルから12.7メートルまで低下したため、ドニエプル川沿岸の計108の集落が浸水した。
洪水による民間の損失に加えて、ロシアは洪水で人員と物資の両方、特に第7親衛空挺師団と第22軍団の部隊を失った。ウクライナ軍の報道官は、前線陣地が浸水したため、ロシア軍がドニエプル川の前線から5～15キロメートル撤退したと報告した。さらに、キンバーン砂州は洪水により本土から切り離された島となり、6月8日にウクライナ軍が同地に上陸した。戦闘は6月9日まで続いた。キーウ・インデペンデントはキンバーン砂州への上陸は単なる調査襲撃であり、ロシア軍を警戒させ、他の戦線からリソースを割かせるだけで、装備や燃料などの補給を必要とする砂州の恒久的駐留は現時点では「不可能」と評価した。
英国防省によると、ロシアはバフムート地区とザポリージャ地区を強化するため、6月9日から10日間にわたってドニエプル川の東岸からドニエプル軍集団（DGF）を移動させ始めた。
7月1日、ドニエプル川東岸で新たな戦闘が始まり、英国防省はウクライナ軍が「ほぼ確実に」東岸に兵力を再配置したと報告した。同省はまた、カホフカ周辺の防衛を強化するためのロシア兵の増員を報告した。ユーロマイダン・プレスによると、ロシア兵は東岸からウクライナ軍を撃退しようと努力したようで、その途中で多大な死傷者を出したという。ナタリア・フメニュークによれば、7月2日までにアントノフスキー橋付近で戦闘が激化したという。当時の戦闘は主に対砲兵攻撃で構成されると考えられていた。
ウクライナ軍は2023年8月に左岸に再度上陸した。8月14日時点で、ウクライナ軍は左岸の「徐々に拡大している」橋頭堡を支配している。これには、特にオレシキーの北とコザチ・ラヘリの西の地域が含まれる。
英国防省は、ロシア国防省がヘルソン州南部の戦力を統合するため、第二次世界大戦時の編成である第18諸兵科連合軍を再編成しており、新たな編成の中核はロシア海軍歩兵の第22軍団であると報告した。
ロシア軍はドニエプル川西岸のウクライナの集落と民間人を頻繁に標的にしており、9月14日には砲撃で6歳児が死亡した。この事件後、ヘルソン地域軍政長官のオレクサンドル・プロクディンは、ドニエプル川沿岸の31の集落から子供がいる全ての家族の避難を命じた。9月15日、ロシアの航空機が占領下のノヴァ・カホフカを誤爆し、市民1人が死亡、3人が負傷した。

### クリンキへの侵入
2023年10月中旬、ウクライナの海兵隊旅団はドニプロ川下流を渡河した。ロシアの情報筋は、10月17日夜～18日にウクライナ軍がドニプロ川を渡り、ポイマとピシチャニフカ村の一部を一時的に制圧したと主張した。加えて、ロシアとウクライナの情報筋は、ウクライナがクリンキ村とカザツキ島のロシア軍陣地を襲撃したと報告した。ロシアの情報筋は、第35及び第36海兵旅団が攻撃を継続し、砲撃は行われたものの橋頭保を排除するためのロシア軍は派遣されなかったと述べた。ウクライナはドニプロ川本流とその支流（主にコンカ川）の間にあるアントノフスキー橋の東の島々に安定した橋頭堡をいくつか設置した。
ロシア反体制独立系メディアのMeduzaは、2023年11月上旬から中旬までに、ウクライナは「カホフカダム直前の上流にある無人島全域」を支配していると報じた。しかし、これらの島近くの高地にある人口密集地は依然としてロシア支配下にあると同メディアは伝え、その例として、オレシキー、コザチ・ラヘリ、コルスンカ、ドニプラリーを挙げた。2023年11月13日、ロシアの報道機関は、ロシアが部隊を東岸の「より適切な位置」に移動させるとの声明を公開し、数分後に発表を撤回した。同社は、この発表は誤りであり、「挑発」と述べた。ロイターは、この件を「極めて異例な事件」であり、「ウクライナ南部の戦場状況の報道方法を巡ってロシア軍当局と国営メディアの混乱を示唆している」と述べた。2023年11月17日、ウクライナ国防省は、東岸で「対策」を開始して以降、ウクライナ軍がロシア兵1216人を殺害し2217人を負傷させたと主張した。同省はまた、同期間でロシア軍の戦車24両、装甲戦闘車48両、砲兵システム89台、弾薬庫29棟、航空機14機を破壊したと主張した。
2023年12月下旬までに、ドニプロ川東岸のウクライナ海兵隊は安定した戦果を得ることができず、甚大な損害を受けていたが、ロシア軍も同様だった。伝えられるところでは、ロシア軍の激しい空爆及び砲撃、組織の混乱と資源の減少により、ウクライナ軍に多大な犠牲者が出たが、それでも東岸のロシア軍部隊に対する作戦を継続した。12月24日、ロシアの旅団はクリンキ付近のウクライナに対して国際法違反となる化学兵器の使用を認めた。
フォーブスによると、約50台のBMK-Tボートがドローンやロシアの滑空爆撃、砲撃によって損傷または沈没したという。ボートのエンジンから出る騒音は容易に偽装できなかった。ウクライナの多数の兵士がキーウ・インデペンデントに対し、彼らはこの渡河が、ただの「政治劇」か「政治決断」だと考えていると表明した。この橋頭保は場所によって約2.5キロから500メートルまで変化する。海兵隊員は航空機、ドローン、砲撃支援なしで水位が膝上までの「数百メートル」を進まなければならなかったことに不満を述べた。ウクライナの海兵隊は水位に達するまで約500ミリの深さの穴しか掘ることはできず、川の幅が300メートル未満であることを考えると、浮橋の大きさでは足りず、避難はボートで行う必要があった。ウクライナの国会議員、ローマン・コステンコは、2023年10月のインタビューで、「これらは橋の建設、堰き止め、人員と設備の移動を含む包括的な作戦だった。現地で建設された橋の寿命はせいぜい40分で、橋の幅は約25メートル。ドニプロ川の幅は最も狭い場所 (ヘルソン地区) で 300メートルあり、そこが最小だ。私たちは状況がいかに複雑であるかを理解している」と述べた。
しかし、ウクライナ軍による最近の介入でこの状況が改善した可能性がある。2023年12月22日に防空ミサイルの使用により3機のSu-34が撃墜され、更に黒海上でSu-30とSu-24Mが撃墜された。このロシア機の迎撃により滑空爆弾による攻撃が減少したと考えられている。ISWによると、ロシア軍は航空支援の損失を対砲兵射撃に脆弱なより多くの大砲で補わなければならない可能性があるという。

## 環境への影響
戦争は、キンバーン砂州の固有の植物や野生動物、例えば、ヤグルマギク種のСentaurea brevicepsやСentaurea Paczoskiiとその敏感な生態系に破壊的な影響を与えた。英国に本拠を置く紛争・環境観測所の研究政策責任者ダグ・ウィアーによると、爆弾とそこから発生した汚染物質により近くのイルカが死亡し、砂と土壌は化学物質の浸透や外来種の脅威にさらされたという。 2022年5月、ロケット弾によって4000ヘクタール (10000エーカー) の火災が発生し、砂州の多年草林と塩沼に永続的な生息地被害を与えた。